# James Hartle
James Burkett Hartle (Baltimora, 20 agosto 1939 – 17 maggio 2023) è stato un fisico statunitense.

## Biografia
Dal 1966 fu professore di Fisica presso l'Università della California di Santa Barbara. Fu membro della facoltà esterna del Santa Fe Institute. È noto per il suo lavoro sulla relatività generale, in astrofisica, e nell'interpretazione della meccanica quantistica.
In collaborazione con Murray Gell-Mann ed altri, sviluppò un'alternativa all'interpretazione di Copenaghen, più generale, e adatta alla cosmologia quantistica, basata sulle storie consistenti.
Nel 1964 in collaborazione con Dieter Brill scoprì il geon Brill–Hartle, una soluzione approssimata (su un'ipotesi del Wheeler) di un fenomeno ipotetico, di come, un pacchetto di onde gravitazionali possa rimanere confinato in una regione compatta dello spazio-tempo grazie all'attrazione gravitazionale sviluppata dal suo campo d'energia.
Nel 1983, presso l'Istituto Enrico Fermi dell'Università di Chicago, sviluppò, in collaborazione con Stephen Hawking, lo stato di Hartle-Hawking, nel quale una specifica soluzione all'Equazione Wheeler-DeWitt intende spiegare le condizioni iniziali del Big Bang.
Hartle fu autore del testo sulla relatività generale dal titolo : "Gravity : an Introduction to Einstein's General Relativity".